# Maggie Greene
 (novembre 2024).
Si vous disposez d'ouvrages ou d'articles de référence ou si vous connaissez des sites web de qualité traitant du thème abordé ici, merci de compléter l'article en donnant les références utiles à sa vérifiabilité et en les liant à la section « Notes et références ».
 (mars 2018).
Maggie Rhee, née Maggie Greene est un personnage principal de la série télévisée The Walking Dead. Elle est interprétée par Lauren Cohan et doublée en version française par Marie Giraudon.
Maggie est le deuxième personnage féminin qui vit le plus longtemps dans la série, la première étant Carol. Elle est également la première femme à vivre le plus longtemps et qui n'est pas membre du Groupe Atlanta (Saison 1).
Maggie a perdu quatre de ses êtres chers par des antagonistes principaux. Son vieil ami Otis par Shane Walsh, son père Hershel par Le Gouverneur, sa demi-sœur Beth par Dawn Lerner, et son mari Glenn Rhee par Negan.

## Biographie fictive

### Saison 2
Maggie est la fille aînée d'Hershel. Elle est une jeune femme blanche de 22 ans, ayant des cheveux châtains et courts. Elle est aussi la demi-sœur de la jeune Beth, leur père étant Hershel Greene. Elle entame une relation avec Glenn lorsque celui-ci arrive avec le groupe à la ferme, au début par manque d'amour, puis parce qu'elle tombe amoureuse de lui. Elle effectue beaucoup de tâches à la ferme, étant fille de fermier, elle sait s'occuper du domaine de son père (elle sait monter à cheval, s'occuper des animaux et connaît bien la forêt entourant la ferme). Tout d'abord froide et distante, elle se révèle chaleureuse et est très appréciée par les autres membres du groupe.
Entre la fin de la saison 2 et le début de la saison 3, Maggie devient un membre important du groupe, participant activement à la survie aux côtés de Glenn qu'elle aime vraiment, n'hésitant pas à se battre souvent contre les rôdeurs et à l'accompagner dans des missions de chapardage. Pendant une escapade avec Glenn, son aide lui a été très utile car elle a fait une mauvaise rencontre (zombie) et a failli y passer mais Glenn la sauve in extremis de la morsure.

### Saison 3
Maggie est désormais un membre très important du groupe. Avec l'aide de Rick, T-Dog, Glenn et Daryl, elle nettoie la cour de la prison. Puis, lors de l'invasion des rôdeurs dans la prison. C'est elle qui aide Lori à accoucher. Forcée d'ouvrir le ventre de Lori à vif, cette dernière meurt sous les yeux de Maggie et Carl, et ce dernier est obligé d'achever sa mère pour éviter qu'elle ne se transforme en rôdeur. Après l'accouchement de Lori, Maggie s'effondrera dans les bras de Glenn.
Elle est capturée par Merle en même temps que Glenn, alors qu'ils cherchaient des affaires pour s'occuper de Judith Grimes après sa naissance lors d'une expédition hors de la prison. Plus tard, ils sont torturés par Merle et Le Gouverneur fait des attouchements sexuels violents sur Maggie, cela pour leur faire divulguer leur résidence, la prison. Maggie en restera profondément marquée par la suite. Maggie et Glenn sont sauvés par le groupe de Rick alors qu'ils s’apprêtaient à être exécutés par Merle dixon.
À la prison, après s'être fâchée avec Glenn, ils se réconcilient et elle accepte la demande en mariage de celui-ci.

### Saison 4
Maggie est toujours un membre important du groupe. Sa relation avec Glenn est au beau fixe et elle veut même avoir un enfant, contre l'avis de Glenn qui hésite, surtout après ce qui est arrivé à Lori dans la saison 3.
Dans le début des épisodes de la saison 4, Maggie est l'une des seules à ne pas être contaminée par la mystérieuse maladie qui s'abat dans la prison. Son père Hershel, reste à l'intérieur avec les membres du groupe mis en quarantaine pour s'occuper d'eux contre l'avis de Maggie.
Dans l'épisode Désespéré, Hershel est décapité sous les yeux de ses filles par Le Gouverneur. Puis, Maggie court vers la prison chercher Beth mais cette dernière fuit avec Daryl. Maggie, Sasha et Bob fuient donc hors de la prison.
Plus tard, elle se retrouve en forêt avec Sasha et Bob, qui est blessé a l'épaule, par balle. Le groupe affronte des rôdeurs dans un épais brouillard ce qui leur complique la tâche. Durant cette lutte contre ces morts-vivants, Maggie ne parvient à tuer un rôdeur, un autre vient alors par derrière propulser Maggie par terre. Au sol, Elle est en grande difficulté avec ce rôdeur. N'arrivant pas à s'en débarrasser elle allait se faire mordre quand finalement Sasha la sauve in extremis. Après ce gros moment de frayeur, sachant pas où est Beth, elle décide de chercher Glenn en suivant le bus que celui-ci aurait emprunté. Le groupe retrouve le véhicule stoppé au milieu d'une route. Tous ses occupants sont devenus des rôdeurs et elle décide de les abattre un à un avec l'aide de Sasha et Bob, pour savoir si Glenn se trouve parmi eux, mais il n'y figure pas. Elle réussit à retrouver Glenn grâce à Abraham, Eugène et Rosita et rencontre Tara, une survivante de l'assaut qui était du côté du gouverneur.
Ce sont les premiers à arriver au sanctuaire et à rencontrer Mary.
Dans le final, quand Rick, Carl, Daryl et Michonne entrent dans le wagon, ils s'aperçoivent que Maggie est prisonnière avec les autres membres de son groupe.

### Saison 5
Elle parvient à fuir le Terminus avec le reste du groupe grâce à l'aide de Carol.
Un peu plus tard, ils viennent en aide à Gabriel Stokes et prennent son église comme refuge temporaire. Dans la soirée, Tara lui confie qu'elle était dans le camp du Gouverneur à la prison.
À la fin de l'épisode Quatre murs et un toit, elle part avec le minibus du père Gabriel en direction de Washington DC en compagnie de Glenn, Tara, Eugene, Rosita et Abraham.
Dans l'épisode Développement personnel, elle et son groupe ont un accident sur la route et doivent continuer à pied. Elle apprend qu'Eugène a menti et qu'il ne connaît pas le remède à l'épidémie.
Dans l'épisode Croix, Maggie veille sur Eugène inconscient depuis qu'Abraham l'a mis K.O., elle n'hésite pas à menacer Abraham avec son arme pour protéger Rosita.
Lors de l'épisode Coda, elle apprend que Beth est toujours vivante mais qu'elle est retenue prisonnière dans un hôpital : elle s'écroule en pleurs lorsqu'elle aperçoit Daryl portant son cadavre.
Maggie n'accompagne pas le petit groupe de Glenn, Rick, Michonne et Tyreese qui raccompagne Noah à Richmond par respect de la volonté de Beth : restée avec les autres durant leur détour, elle assiste à l'enterrement de Ty, décédé au retour avec l'adolescent.
Pendant leur trajet vers Washington DC, Maggie qui avec Daryl est la plus affectée par la mort de Beth, déprime malgré le soutien et la présence de son époux : Carl tentera de la consoler un peu en lui offrant une boîte à musique détraquée.
Pendant l'épisode Les Autres, elle manquera de se faire mordre lors d'une attaque de rôdeurs mais sera sauvée in extremis par Daryl. Après la tempête, Sasha et elle profitent du calme du matin, quand soudain elles sont rejointes par Aaron qui semble apparaître de nulle part et demande à parler à Rick, leur chef. Malgré la méfiance légitime de Rick envers Aaron, Maggie est d'accord pour voir si sa prétendue « zone de sûreté » existe bel et bien et si sa communauté est effectivement bienveillante : séparés en deux groupes pour le trajet, par précaution, Maggie soigne la blessure d'Eric Raleigh, un survivant sauvé des rôdeurs qui est à la fois partenaire et compagnon d'Aaron. Comme le reste du groupe, elle atteint Alexandria Safe Zone à la fin de l'épisode La Distance.
À Alexandria, elle devient la conseillère personnelle de Deanna Monroe, avec qui Maggie tisse progressivement des liens d'estime et de respect mutuels, et sert d'intermédiaire indirecte avec son groupe.
Préalablement auprès de Deanna, et pendant la réunion avec les Alexandriens, bien que s'inquiétant de l'absence d'une partie de son groupe (Rick, son époux et Daryl), elle intercède comme le reste des siens en faveur de Rick concernant son sort, à la suite de son coup de sang avec Pete Anderson. À la suite de la réunion conclue par les morts de Reg Monroe et Pete, Maggie retrouve Glenn à l'infirmerie durant le réveil de Tara, son époux accompagné de Nicholas et tous deux dans un sale état : mentant dans un premier temps avec de bonnes intentions, Glenn, soucieux de ne rien cacher à sa femme, informera Maggie des circonstances réelles de leurs blessures ainsi que de la responsabilité de Nicholas dans la mort de Noah. Elle en informera à son tour Tara (qui était présente avec eux mais dans le coma).

### Saison 6
Elle fait partie des survivants restés à Alexandria. Alors qu'elle est avec Deanna, les Wolves attaquent la communauté. Une fois leurs assaillants éliminés avec l'aide de Morgan et Carol, les habitants sont soulagés mais de nombreux morts sont à déplorer.
Dans l'épisode Maintenant, elle apprend par Michonne que Glenn a disparu car il était parti avec Nicholas faire diversion pour la horde en approche, mais ne sont jamais revenus. Décidée à le retrouver malgré la horde qui assiège leurs murs, Maggie aidée d'Aaron (qui culpabilise de l'arrivée des Wolves indirectement causée par sa négligence, et souhaite lui rendre service) passent par les égouts de leur communauté afin de les éviter et atteindre l'endroit où Glenn est présumé mort. Mais elle manque de se faire mordre par un mort-vivant embourbé et est sauvée par Aaron. Par la suite, la grille de sortie entravée par les rôdeurs fait renoncer Maggie à aller plus loin, et elle révèle sa grossesse à Aaron. Néanmoins, après être rentrés elle efface avec lui les noms de Glenn et Nicholas du mémorial des disparus, écrit sur un mur de l'enceinte.
Dans l'épisode Attention, elle voit des ballons verts s'envoler dans le ciel et comprend qu'il s'agit de Glenn, qui est en vie : elle court alors vers le portail mais quand elle arrive aux côtés de Rick, le clocher extérieur fragilisé durant l'attaque des Wolves chute, faisant tomber le mur séparant morts et vivants. Elle est vite entourée de rôdeurs et doit s'enfuir de son côté si elle ne veut pas mourir.Elle se réfugie de justesse sur une tour de guet durant l'invasion, ayant été très proche de se faire dévorer. Lorsque sa passerelle menace de céder sous le harcèlement des rôdeurs, elle est sauvée par Enid et Glenn revenus ensemble entretemps : pendant que cette dernière l'aide à se réfugier sur le mur d'enceinte, Maggie voit impuissante son mari se faire acculer par les rôdeurs contre un mur en les détournant d'elle contre son avis, l'aidant avec l'unique balle qu'il lui reste. Elle hurle d'angoisse en croyant voir son mari sur le point d'être dévoré mais Abraham, Daryl et Sasha (également revenus à Alexandria) réapparaissent et sauvent Glenn de justesse en décimant la horde autour de lui. Après des retrouvailles émouvantes avec son époux, Maggie participe avec lui et les autres à décimer la horde durant la nuit pour reprendre la zone de sûreté. Au petit matin pendant que le gros de leurs proches patiente à l'extérieur, Maggie est vue assise sur un lit à l'infirmerie tandis que Glenn lui apporte un bol.
À la suite de l'arrivée de Jesus et du voyage vers la Colline, Rick confie à Maggie par antipathie marquée pour le suivant, la négociation avec Gregory, le dirigeant des lieux qui se montre déplacé envers elle, et malgré le cran de Maggie lui donne en premier lieu une fin de non-recevoir. Mais après la tentative d'assassinat de Gregory par Ethan, un des siens, elle parvient à obtenir la moitié des vivres de la Colline en échange de la libération de Craig, ainsi que de l'éradication du groupe appelé « les Sauveurs » qui les spolie. Le Dr Harlan Carson en profitera pour leur proposer à Glenn et elle, de faire une échographie de leur bébé et leur offrira également un cliché de celui-ci.
Elle participe alors à l'attaque de l'avant-poste des Sauveurs détenant Craig, toutefois maintenue à l'écart de l'assaut dans les bois avec Carol au motif de sa grossesse et afin de cueillir les fuyards. Les deux femmes finiront tout de même par être prises en otage par un petit groupe rescapé, mais parviendront à éliminer par elles-mêmes leurs ravisseurs bien que Maggie prenne un gros risque : Michelle, qui avait un semblant d'empathie pour elle en apprenant sa grossesse mais se bat avec un couteau contre elle en croyant qu'elle mentait, manque de peu de lui ouvrir le ventre en l'attaquant avant d'être abattue par Carol à la tête. Peu de temps après, le groupe de Rick, Glenn le premier, fait irruption pour les récupérer et constate leur libération.
Dans l'épisode Est, Dari fuit le groupe des Sauveurs il se fera rattraper et prendra une balle dans l'œil et dans le ventre signant sa mort par Simon et Dwight.
Dans l'épisode final Dernier jour sur Terre, Maggie est affaiblie et malade à cause d'une complication. Rick et les autres veulent la conduire en urgence à la Colline, mais finalement elle tombe dans le guet-apens de Negan avec lui, Carl, Abraham, Sasha et Aaron. Rejoints par Eugene puis Daryl, Rosita, Michonne et Glenn, ils attendent tous à genoux la sentence de Negan. À cause de son état qui s'est aggravé, Negan se décida à abattre Maggie avec sa batte "Lucille", mais Glenn en pleurs s'est rué sur Negan avant d'être attrapé et remis en place, ce qui sauve sa femme. Negan renonce donc à tuer Maggie et ne sait alors plus qui exécuter. Après un discours sous haute tension, Negan fait son choix final et sa batte "Lucille" s'abat alors sur l'un d'eux...

### Saison 7
Au début du premier épisode, après avoir été témoin du meurtre d'Abraham par Negan, elle assiste horrifiée à la mise à mort de son mari Glenn, pour punir le groupe de l'insubordination de Daryl. Anéantie et se sentant en partie responsable des événements de la nuit, elle voit le groupe déplacer les corps de Glenn et d'Abraham.
À la suite des événements, elle et Sasha vivent cachées à la Colline désormais : afin de protéger Maggie de Negan (qui envisageait apparemment d'en faire l'une de ses épouses), ses amis creusent une fausse tombe dans le cimetière d'Alexandria et lui prétendent durant sa visite qu'elle est morte de chagrin. Elle apprend par le Dr Harlan Carson qu'elle a eu un décollement placentaire, mais que son bébé va bien. Lors de l'invasion de rôdeurs provoquée par Simon et ses Sauveurs pour leur donner une leçon, Maggie inspire les habitants de la Colline à les aider (avec Sasha et Jesus) pour refermer le portail. À partir de cet événement et de par l'absence de réaction de Gregory qui restait caché, Maggie prend de plus en plus de pouvoir à la Colline. Elle conserve une haine envers le dirigeant qui, en plus d'écorcher sans considération son prénom, non seulement va essayer de les livrer toutes les deux à Simon (empêché grâce à l'anticipation de Jesus), mais de plus volera la montre à gousset de son mari sur sa tombe (ce qui lui vaudra d'être frappé au visage par Maggie quand elle le surprendra en sa possession) puis tentera de se débarrasser discrètement d'elle en l'abandonnant seule face à des rôdeurs (en faisant mine de vouloir apprendre à les tuer). Plus tard, Maggie lègue sa montre familiale à Enid, qui prend soin d'elle en se montrant présente et dont elle s'est rapprochée grâce à Glenn.
Lors de la venue de Rick, Carl, Tara, Rosita et Michonne pour tenter de recruter la Colline face à Negan, Gregory refuse de les aider, toutefois Enid parvient à rallier plusieurs habitants que Maggie commence à entraîner, avec l'aide de Jesus et Sasha. De plus un nouveau groupe, les Ecorcheurs apparait comme menaçant, mais ils aide le groupe de Maggie.
Lors d'une visite de Simon et de ses hommes pour spolier et emmener le Dr Carson au repaire de Negan, Maggie cachée avec Daryl (qui s'est échappé du Sanctuaire et a fui avec Jesus) dans un cellier, lui affirme malgré les remords de son ami qu'elle n'est pas en colère contre lui pour la mort de Glenn. Quand Roy, qu'Enid a échoué à stopper, s'introduit pour trouver quelque chose à voler, Daryl tapi dans l'ombre manque de le tuer, mais est dissuadé par Maggie : le Sauveur repart finalement avec des légumes sans les regarder.
Lors de l'assaut d'Alexandria par les Sauveurs et le groupe de la Décharge, Maggie réunit Daryl, Enid, Jesus et une partie de l'armée de la Colline et des Ecorcheurs, mené par M, pour secourir Alexandria, arrivant au même moment que les renforts du Royaume menés par Ezekiel, Morgan et Carol.
Grâce à l'union de leurs groupes, Rick, « la Veuve »,«  le Roi » et « Le Masqué » officialisent l'alliance entre Alexandria, la Colline, le Royaume et la Base

### Saison 8
Elle participe avec Rick, Ezekiel, M et l'armée des quatre groupes à l'assaut contre le Sanctuaire. Elle découvrira par la même occasion la trahison de Gregory, qui tente de monter la Colline contre les trois autres groupes : le plan de Gregory échoue puisque la population de la Colline reconnaît explicitement Maggie comme son nouveau chef.
Sous son commandement, sa communauté tient tête à plusieurs assauts des Sauveurs contre la Colline. Lors des assauts simultanés des avant-postes par l'alliance, ses hommes menés par Jesus (ainsi que Dianne, Tara et Morgan) capturent un groupe parmi lequel se trouvent Alden et Jared : contre l'avis de tous, son second les constitue prisonniers et les ramène vivants à la Colline. Durant ce temps, Gregory qui les a rejoints après l'attaque du Sanctuaire en abandonnant Gabriel (et a convaincu Maggie de le laisser entrer malgré sa traîtrise et le désaccord général), est par la suite enfermé avec eux dans une cage à l'intérieur de l'enceinte, en tant que monnaie d'échange et moyen de pression. Aaron, qui se présente pour la tenir informée de l'évolution des choses après son propre assaut d'avant-poste avec Rick et Daryl, accuse le coup de la perte de son compagnon Eric durant l'attaque en se confiant à elle en privé et lui remet Gracie, un bébé recueilli sur place et dont elle va s'occuper.
Au retour d'une embuscade tendue par Simon à son groupe pour les dissuader de se rebeller (et où il abat Neil, qui était assis juste derrière Maggie ce qui la terrorisa, celle-ci ayant cru son heure venue), la veuve de Glenn se rend à la cellule des Sauveurs et abat Dean de sang-froid en guise de punition, affirmant qu'elle répétera le geste pour chaque perte humaine de la Colline provoquée par les Sauveurs, et demande à Alden qui parlementait s'il veut être le prochain : elle fait ensuite livrer à Negan et Simon, en guise d'avertissement, son corps changé en rôdeur et enfermé dans un cercueil marqué d'un message sur les prisonniers.
Quand la majorité des survivants d'Alexandria menée par Daryl se présente avec le nouveau venu Siddiq à leurs portes à la suite de la chute de la zone de sûreté, son ami leur apprend péniblement, à Carol, Enid et elle, la mort de Carl. Maggie, sachant qu'ils étaient tous les deux très proches, console alors Enid qui s'effondre en larmes au milieu du chemin. Plus tard, Siddiq se présente à elle pour la remercier humblement de son hospitalité et offrir ses compétences médicales, ce que Maggie accepte volontiers en lui indiquant l'infirmerie. Maggie, plus tard seule, se retrouvant face à face avec M, découvrira sa véritable identité. Il s'agissait de Dari qui a perdu un œil.
Lors de l'assaut des Sauveurs guidés par Simon (et Dwight, malgré lui), Maggie refuse l'aide d'Alden abandonné avec les autres prisonniers à leur sort par Simon. À l'issue de l'attaque surprise qui en découle dans l'ancien musée par les blessés revenus en rôdeurs durant la nuit à cause des blessures contaminées, Maggie constate qu'une partie des prisonniers a profité d'une occasion pour s'évader : le reste, mené par Alden, a choisi consciemment de rester et s'est dévoué à empêcher les rôdeurs externes de rentrer dans l'enceinte en maintenant la porte. Le jeune homme les en justifient à Maggie durant son interrogatoire sur les événements.
Dans le final de la saison, après être venue en aide à Alden et ses comparses durant un malentendu avec Morgan en pleine rechute (mais leur refuse toutefois le statut de semblables, ainsi que leur participation aux combats en les laissant à la Colline), Maggie fait partie du groupe mené par la plupart de ses proches et tombé dans l'embuscade de Negan en le traquant. Quand l'alliance vainc toutefois les Sauveurs au cours de l'ultime bataille, mais que Rick contre la volonté de la Veuve, respecte celle de Carl en choisissant finalement de sauver la vie du meurtrier de son époux par les soins de Siddiq, Maggie tente d'intervenir mais est retenue par Michonne : elle pique alors une crise contre son ancien meneur, qui se justifie par un monologue adressé à tous.
Malgré les rejets premiers et affirmés de la Veuve envers Alden qui finit par se faire accepter par sa bonne volonté, à sa propre demande envers Maggie il intègre pour de bon sa communauté après les conflits, afin de reconstruire.
Gardant de la rancœur contre ses deux anciens compagnons pour avoir gardé Negan vivant et restant persuadée de leur erreur, la Veuve organise une réunion secrète avec Jesus et Daryl pour fomenter une réaction future, leur disant de se renforcer patiemment et d'attendre leur heure.

### Saison 9
Maggie rejoint Rick et d'autres membres des communautés pour une mission à Washington, D. C. afin de récupérer du matériel agricole traditionnel dans un musée. Sur le chemin du retour elle perd Kenneth, le jeune fils du maréchal-ferrant de sa communauté qui tentait de sauver leur cheval des rôdeurs. Elle va présenter ses condoléances aux parents qui la jugent responsable de sa mort, ce dont va profiter Gregory (qui, bien qu'il soit à nouveau libre et membre de la communauté, ne semble pas digérer d'avoir perdu contre elle à des élections qu'il aurait lui-même précédemment encouragées). Le lendemain, Rick vient lui demander des vivres pour le Sanctuaire : Maggie désapprouve le fait que Rick aide à ce point les Sauveurs et garde en vie Negan, mais lui accorde tout de même les provisions. Le soir, elle promène son fils Hershel et rencontre Gregory, qui lui laisse entendre que la tombe de Glenn aurait été profanée, probablement par un membre mécontent. À son arrivée sur place avec son bébé, elle tombe dans un piège en se faisant agresser par Earl, le père de Ken éméché, qui tente de la tuer par surprise mais est arrêté à temps par d'autres membres qui viennent en aide à la Veuve, puis se fait démasquer. Ayant compris que Gregory est l'instigateur de cette tentative de meurtre qu'il a provoquée en encourageant Earl, Maggie se rend chez lui et l'arrête après une bagarre. Consciente que Gregory est irrécupérable malgré leur clémence, elle le fait pendre la nuit suivante en place publique par Daryl devant les adultes de la communauté, d'Oceanside ainsi que Michonne pour l'exemple, et fait enfermer Earl dans la cellule qu'il avait construite de ses mains.
Elle refuse dans un premier temps le droit de visite à la femme de Earl, qui reste plantée devant l'entrée de la prison jusqu'à obtenir le droit de voir son mari. Jesus l'informe d'une nouvelle lettre de Georgie l'invitant à rejoindre sa communauté. Elle reçoit la visite de Michonne qui vient réclamer des vivres pour le camp de travail des communautés. Elle refuse car les Sauveurs n'ont pas respecté l'accord d'envoyer du bioéthanol. Jesus la convainc d'aller interroger Earl. Le prisonnier lui avoue son ancien alcoolisme (dont l'abstinence a été volontairement brisée à cause de Gregory le soir de la tentative de meurtre) qui rappelle à Maggie son propre père Hershel, qui était lui aussi un ancien alcoolique repentant. La Veuve accepte de le libérer afin qu'il travaille pour le bien commun, mais sous surveillance.
Maggie apporte avec Kal des vivres au camp de construction du pont, mais sont apostrophés par des Sauveurs (apparemment menés par Jed), qui recherchent des membres disparus. Après la découverte de l'un d'eux (Justin), qui a été clairement assassiné, Rick organise des groupes de recherche : Maggie fait équipe avec Cyndie et trouve un groupe de rôdeurs près d'une baraque également infestée. Submergées, elles sont toutefois secourues par Daryl. Plus tard, elle découvre avec ce dernier lors d'une nouvelle patrouille nocturne qu'Oceanside est derrière les disparitions des Sauveurs, qu'elles exécutent pour leurs crimes passés à l'endroit même de leur ancien refuge, apparemment motivées par sa propre décision d'exécuter Gregory. Lorsqu'ils les surprennent sur le point de mettre à mort Arat qui supplie et prétend avoir changé depuis l'époque de Negan, ils décident de ne rien faire pour les en empêcher et entreprennent de raisonner Rick en tuant Negan.
Avec l'aide d'Oceanside et de Daryl, elle se rend à Alexandria dans le dos de Rick pour exécuter sa vengeance.
Maggie arrive à Alexandria et se dirige vers la cellule de Negan qui est bloquée par Michonne, avertie au dernier moment de sa présence : les deux femmes confrontent leurs points de vue mais Maggie l'emporte, et Michonne lui cède la clef. À l'intérieur, Negan est satisfait de voir enfin Maggie venir réclamer son dû : il la provoque en ce sens en détaillant avec irrévérence le meurtre de Glenn et en négligeant le nom de son époux. Maggie l'éjecte hors de sa cellule pour le voir en pleine lumière mais est choquée par l'état pitoyable de Negan, qui supplie d'être tué afin qu'il puisse retrouver sa femme Lucille. Ne voulant pas lui faire ce plaisir, Maggie le renvoie en cellule et le laisse pleurer sur son propre sort. Alors que Michonne comprend à sa sortie ce qu'il en est, elles sont informées des problèmes qui se sont déroulés en parallèle au camp : la Veuve rejoint Daryl qui aide Rick, gravement blessé, à s'éloigner du pont traversé par la horde qui le poursuivait. Elle est informée qu'il dérivait la horde qui se dirigeait vers la Colline, remarque qu'il est blessé, puis ordonne de tirer pour attirer la horde vers eux et court avec Michonne le rejoindre : Rick fait cependant exploser le pont et les rôdeurs en tirant à distance trop proche sur un stock de dynamite pour les arrêter. Mort selon toute vraisemblance pour eux, Maggie aidée de Carol empêche Michonne en pleurs de le rejoindre.
Six ans après la destruction du pont et la mort présumée de Rick, les relations entre Maggie et Michonne se sont détériorées à la suite de l'isolationnisme d'Alexandria imposé par Michonne, Après plusieurs invitations déclinées, Maggie a finalement quitté la Colline avec Hershel et rejoint Georgie pour aider un nouveau groupe. Elle a chargé Jesus de diriger à sa place et reste en contact avec sa communauté.
Lorsque Alexandria et la Colline escorte la communauté du Royaume. Yumiko dit à Michonne que Maggie n'a pas répondu à la lettre que lui a envoyé le conseil l'informant des morts de plusieurs membres de la communauté dont Jesus, Tara et Enid. Dari brulera sa glande lacrymale devant sa mère pour ne plus jamais pleurer. 

### Saison 10
Carol navigue en mer près des côtes ou elle cherche Alpha. Elle laisse une lettre à Maggie pour l'informer de la situation. Daryl et Carol parlent de partir ensemble vers l'ouest ou Daryl mentionne Maggie et comprend ce qu'elle fait avec Georgie.
En prise avec des visions d'Alpha torturant psychologiquement Carol, Alpha se moque de la lettre que Carol a envoyée à Maggie au sujet des morts de Jesus, Tara, Enid et Henry.
Maggie lit la lettre de Carol et décide de revenir vers son ancien groupe avec son ami masqué. Sauvant dans un premier temps Aaron et Alden des chuchoteurs. Le groupe retourne à l'hôpital où elle sauve Gabriel. Après la bataille elle retrouve Judith et la prend dans ses bras.
Maggie et Judith parlent de RJ et Hershel quand Maggie revoit Negan et préfère s'éloigner. Elle présente Elijah et Cole à Daryl et Carol et prévoit de se réinstaller à la Colline. Daryl et Carol montre à Maggie que la Colline a subi de lourds dégâts à la suite de la bataille contre les chuchoteurs, Carol admet qu'elle a libéré Negan pour qu'il tue Alpha. Maggie emmène par la suite Daryl, Kelly, Elijah et Cole vers l'endroit où se trouve le reste du groupe. Sur le chemin, elle réprimande Kelly pour son imprudence. Plus tard, elle admet à Daryl qu'elle est partie à cause de Negan qui hantait son esprit. Elle lui explique ce qu'elle a fait depuis son départ.
Le lendemain, le groupe découvre la cachette du reste du groupe de Maggie incendiée, celle-ci craint pour la vie de son fils. Dans les bois, le groupe est pris pour cible par un sniper qu'ils tentent de neutraliser sans succès dans un premier temps, secouru par Kelly et Elijah le « faucheur » se suicide à l'aide d'une grenade. Plus tard, Maggie et Daryl retrouve Hershel. Le soir, Maggie parle avec Daryl du fait qu'Hershel a demandé comment son père était mort et si le « méchant monsieur » responsable était mort. Maggie explique à Daryl que sa priorité, c'est la sécurité de son fils et qu'elle s'occupera de Negan si nécessaire.
Le lendemain, Maggie amène son groupe à Alexandria en pleine reconstruction à la suite du passage des chuchoteurs.
À un moment donné, Maggie confie à Aaron et Gabriel une carte avec une liste de potentiels lieux contenant du matériel et des vivres.
En sortant un matin avec son fils en chantonnant une chanson, Maggie aperçoit Negan qui aide toujours à la reconstruction d'Alexandria, elle l'ignore et salue Barbara.
Le lendemain, Maggie, Hershel, Carol et Daryl préparent une mission quand celle-ci voit Negan revenir de son exil imposé par Carol. Negan s'éloigne vers la ville en regardant et en souriant à Maggie.

### Saison 11
Maggie dirige un groupe pour récupérer des vivres et du matériel dans une ancienne base militaire. De retour à Alexandria, certains membres de son ancien groupe sont revenus mais la situation critique de la communauté à la suite de l'attaque des Chuchoteurs pousse Maggie à vouloir reprendre Meridan qu'elle a du fuir après une attaque. Daryl, Gabriel, Alden et Negan rejoignent Maggie dans sa mission mais les tensions entre le groupe de Maggie et Negan fragilise le groupe poussant Negan à ne pas sauver Maggie d'une horde dans le métro. Maggie survie et rejoint son groupe mais refuse que Negan soit tué pour l'instant. Sortant du métro, le groupe est attaqué par les assaillants de l'attaque de Meridan, Maggie survie mais se retrouve séparé du groupe. Trouvant refuge dans un centre commercial, Maggie est sauvée par Negan, les deux emmène Alden dans une chapelle pour le laisser en sécurité. Maggie et Negan retrouve Elijah et d'autres survivants du groupe. Regroupé, Negan parle à Maggie du fait qu'il aurait dû tous les tuer le soir de la mort d'Abraham et Glenn après l'attaque de l'avant-poste du satellite par le groupe de Rick et qu'il s'agissait uniquement de rendre justice à son peuple. Il suggère à Maggie de se servir des méthodes des Chuchoteurs pour reprendre Meridan, Maggie accepte à contrecœur et dirige une horde dans l'enceinte soutenu par Daryl infiltré à l'intérieur. Avec l'aide de Daryl et Gabriel, les faucheurs sont éliminés. Leah accepte de se rendre mais Maggie repensant aux paroles de Negan tue les derniers faucheurs à l'exception de Leah que Daryl laisse partir. L'action de Maggie provoque un malaise entre le groupe, Negan dit qu'il part ne voulant pas que Maggie le tue. De retour à Alexandria, la communauté reçoit la visite du Commonwealth emmené par Eugene. Certains membres accepte de rejoindre le Commonwealth. Maggie refuse et décide de reconstruire la Colline laissant Aaron diriger Alexandria.
En mission de ravitaillement, Maggie est rejointe par la délégation du Commonwealth auquel Maggie ne fait aucune confiance. Daryl suggère qu'il profite de leur ressource pour reconstruire les communautés. Malgré des arguments de Pamela Milton et Lance Hornsby, Maggie refuse de rejoindre le Commonwealth provoquant le départ de plusieurs membres du groupe de Maggie n'ayant plus espoir pour la reconstruction de la Colline. Quelque temps plus tard, la Colline trouve un corps avec une carte devant leurs portes. Maggie, Lydia et Elijah se rendent sur place ou Maggie explique son manque de  confiance en racontant l'histoire de sa ferme et de la vulnérabilité du Commonwealth. Le trio retrouve Aaron qui leur révèle que le Commonwealth enquête sur la disparition de caisses d'armes. Aaron nie avoir envoyé quelqu'un à la Colline. S'infiltrant dans l'enceinte de Riverband, le groupe élimine un soldat et quelques étages plus haut tombe sur les habitants dont Negan et sa femme Annie. Maggie part avec Annie sauver d'autres habitants dans les étages où Annie lui révèle qu'elle connaît son passif de Negan et qu'elle est enceinte. Maggie apprend également que son fils est dans l'enceinte et que Negan l'a sauvé. Retournant auprès du groupe, Maggie interroge son fils sur ce que Negan lui a dit mais il reste silencieux. Quelques jours plus tard, le Commonwealth qui continue son enquête, réclame d'inspecter la Colline mais Maggie refuse, Daryl arrive à la convaincre, Lance inspecte un véhicule auquel Maggie affirme qu'il ne fonctionne plus, après plusieurs tentatives de Lance, celui-ci admet que Maggie dit la vérité. La tension augmente de nouveau quand Lance persécute Hershel forçant Maggie à le menacer. Daryl calme la situation et ordonne le départ des troupes du Commonwealth. Sachant que le Commonwealth reviendra se venger, Maggie décide de placer Hershel en sécurité avec le groupe de Negan et Annie et admet qu'il change et qu'elle commence à lui faire confiance. Maggie et son groupe piège la Colline en préparation à l'attaque du Commonwealth. Les pièges du groupe tuent les soldats du Commonwealth mais le groupe est attaqué par Leah. Maggie attire Leah en forêt pour qu'Elijah et Lydia puissent rejoindre Hershel. Capturée par Leah, Maggie affirme qu'elle sait ce qu'elle ressent mais Leah dit qu'elle va laisser en vie et tuer tous ceux qu'elle aime devant elle, les deux femmes se battent et Leah prend le dessus avant de mourir par une balle tiré par Daryl. Le duo s'échappe de la cabane prise pour cible par Lance et ses hommes. Maggie et Daryl se réunissent avec Aaron et Gabriel et se dirigent vers le Commonwealth.
Arrivés au Commonwealth, Maggie, Daryl, Aaron et Gabriel sont rejoints par Negan et Annie. Negan rassure Maggie pour Hershel. Le groupe décide d'envoyer Negan dans le Commonwealth pour lui permettre de contacter Carol. Dans les tunnels, Maggie s'excuse pour Leah, mais Daryl dit que Glenn aurait voulu qu'il la protège. Le groupe tend un piège à Lance et l'encercle où Maggie s'apprête à l'abattre mais est interrompu par Pamela, Carol et Negan qui ont conclu un accord. Maggie accepte l'accord tant que les communautés restent indépendantes. Après la mort de Sebastian, Maggie et le reste du groupe sont enlevés par Pamela. En route vers une destination inconnu, Maggie se libère et libère Gabriel et Rosita. Ils se réunissent avec Daryl, Carol et Connie. Informée des plans de Pamela, Maggie prend les choses en main et déclare la guerre à Pamela en reprenant Alexandria. Maggie et Carol s'infiltrent dans la ville et sauvent Hershel. Les travailleurs se révoltent et avec l'aide de Daryl, Connie, Rosita et Gabriel, Alexandria est libérée. Le groupe embarque dans un train de marchandises atteignant le Commonwealth. Negan suggère à Maggie de faire équipe pour éliminer Pamela sans dommage collatéraux mais Maggie refuse. Passant par les tunnels, ils arrivent à la station de gare où ils sont attaqués par Pamela. L'affrontement blesse Judith Grimes en sauvant Maggie forçant le groupe à fuir la gare. Dehors Maggie et le reste du groupe sont encerclés par des rôdeurs et dégage un passage pour permettre à Daryl d'emmener Judith à l'hôpital. En sécurité, Maggie charge un fusil de sniper où Negan lui refait son offre que Maggie décline de nouveau. Le groupe emmène Judith chez Tomi pour qu'elle soit soignée. Maggie interroge son groupe sur la localisation de Negan et le retrouve sur le toit où il lui dit qu'il fait ça pour elle ne voulant pas qu'elle meure et dévoile qu'il a enfin compris son ressenti quand il a été forcé de voir Annie se faire tuer. Maggie prend le fusil et invite Negan à la suivre. La rébellion prend le pouvoir, Maggie élimine le rôdeur Lance empêchant Pamela de se suicider sur les conseils de Negan lui disant que la prison sera pire que sa mort. Maggie et la rébellion reprennent le Commonwealth en éliminant la horde et les variants. Après leur victoire, Maggie et le reste du groupe font leur adieu à Rosita. Maggie a une dernière discussion avec Negan où elle le remercie pour ses excuses sincères mais qu'elle ne pourra jamais lui pardonner la mort de Glenn, revivant sa mort à chaque fois qu'elle le regarde. Maggie le remercie d'avoir sauvé Hershel et lui dit qu'il a gagné sa place dans les communautés et qu'elle ne veut plus le détester parce qu'elle ne veut pas que son fils la voie souffrir. Maggie quitte un Negan ému.
Un an plus tard, Maggie dirige toujours une Colline reconstruite et a invité Daryl, Carol, Judith, RJ, Elijah et pour parler de son idée d'explorer le pays.